# Las Arboledas
Las Arboledas es una localidad del estado mexicano de Morelos. Es parte del municipio de Ayala.

## Demografía
| Gráfica de evolución demográfica |
|                                  |

| Censo | Población |
| ----- | --------- |
| 1990  | 2         |
| 2000  | 525       |
| 2010  | 1409      |
| 2020  | 1850      |